# Контрада Иска (Потенца)
Контрада Иска (итал. Contrada Isca) је насеље у Италији у округу Потенца, региону Базиликата.
Према процени из 2011. у насељу је живело 52 становника. Насеље се налази на надморској висини од 508 м.